# Chocolates Matías López

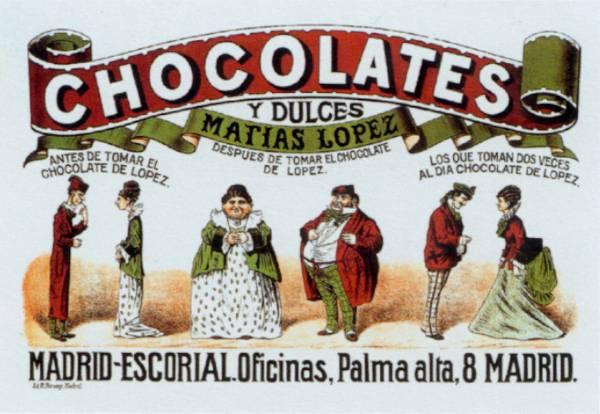
Los gordos y los flacos, obra de Francisco Javier Ortego y Vereda, incluida en la publicación titulada Cuando El Escorial Olía a Chocolate. Posteriormente, en el año 2001, editado por la Voz de Galicia, S.A., el historiador y escritor D. Luis Rodríguez Rodríguez escribió el libro titulado Matías López y López: espejo de empresarios.

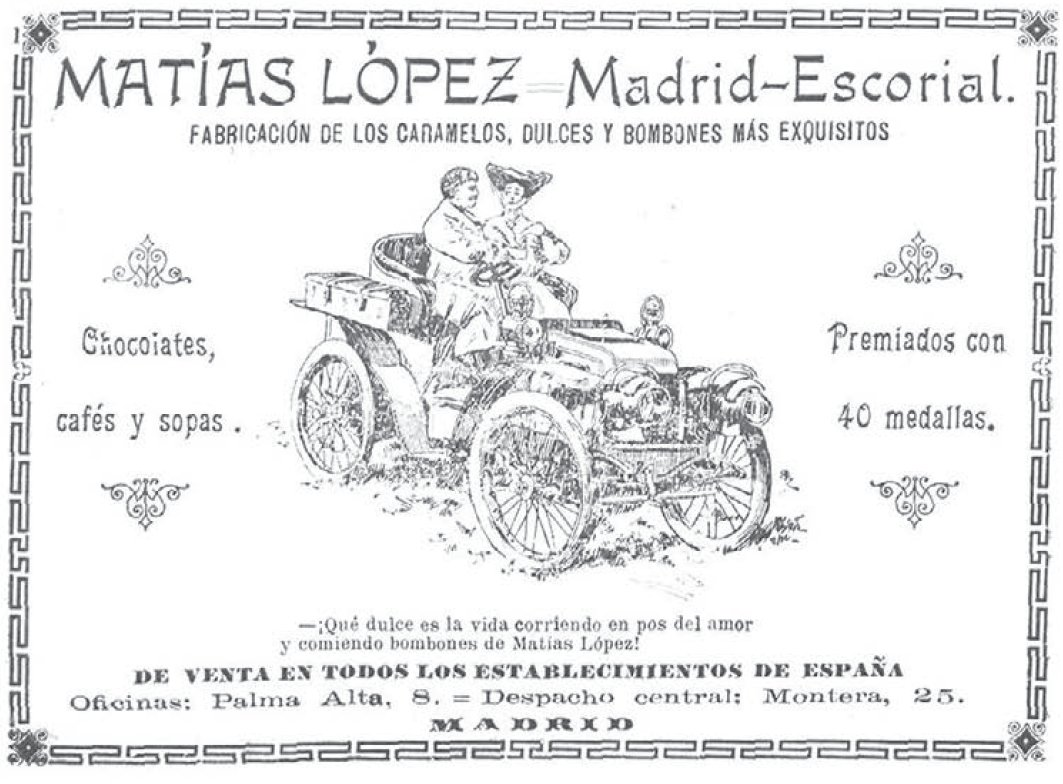
Anuncio de Chocolates Matías López en la revista "Gran Vida" (1908), con el texto:"Qué dulce es la vida corriendo en pos del amor y comiendo bombones de Matías López"

Chocolates y Dulces Matías López es una empresa española productora de chocolates, que se fundó en 1851 por el empresario gallego Matías López López. La empresa se radicó en sus inicios en Madrid para pasar a finales del siglo XIX a El Escorial.

## Historia
El gallego Matías López comenzó su andadura en el mercado español del chocolate en Madrid, a la edad de 26 años. La estrategia de Matías fue la de distribuir sus productos entre familiares y amigos. Estos se dirigían tras algún tiempo a las tiendas solicitando el producto que todavía no se había comercializado, al poco Matías aparecía y ofrecía a los tenderos el producto. Es lo que hoy se conoce como «marketing oral». Poco a poco fue adquiriendo molinos de cacao, algunos de ellos impulsados a vapor, lo que mejoró su producción. La producción fue creciendo y pronto trasladó su fábrica de Madrid a El Escorial, donde compró en 1871 la fábrica de azúcar Alianza Industrial, S.A. de Rafael Taboada y Cía., que no había tenido éxito.
Las campañas de mercadotecnia de Matías fueron muy novedosas para la época. Contrató al famoso litógrafo madrileño N. González, para que en colaboración con el dibujante Francisco Ortego Vereda diseñaran el primer cartel publicitario de España, conocido popularmente como «Los gordos y los flacos». Llegó a editar una serie de veinticinco postales con su publicidad en dos ediciones. La publicidad de este tipo de chocolates se hizo muy famosa en el siglo XIX siendo preparado hasta un pasodoble como himno de la compañía.

(...) Brilla el sol de España como maravilla,/Y en suave caricia de luz y color,/En una aureola, va forjando el nombre/De Matías López, la industria mejor./Es que aquellos tiempos que alegres pasaron,/El símbolo e imagen del gordo de ayer,/Que mira orgulloso al flaco inocente,/Que un buen chocolate nunca lo probó./El chocolate Matías López,/En el mercado no tiene igual(...)

La expansión hizo que la venta de chocolates se hiciese por toda la península ibérica. Los costes arancelarios impidieron que pudiera extenderse a mercados extranjeros con un precio competitivo. Posteriormente vendió en Mercados Europeos y Americanos.
Matías López creó alrededor de la Fábrica una barriada de casas, la Primera Ciudad Lineal de España para los obreros, que contaba con una cooperativa de alimentación (la Cope), una Escuela Nacional para niños y niñas (edificada por Viuda e Hijos de Matías López) y una capilla dedicada a San Matías. Fue uno de los primeros en establecer la jornada laboral de 8 horas; y creó una Seguridad Social y un Seguro de Enfermedad para sus trabajadores y familiares. Les daba créditos a 25 años o más para la adquisición de sus viviendas. En su pueblo natal, Sarria (Lugo), sus sucesores instalaron una Escuela Pública.
Muerto don Matías en junio de 1891, la empresa pasó a sus hijos, teniendo por aquel entonces 500 trabajadores y siendo una de las 3 chocolateras más importantes de Europa. Con sus herederos al frente, la compañía pasó por distintas vicisitudes, cambió de sociedad limitada a sociedad anónima y en 1964 la Fábrica cerró a causa de la mala gestión, dejando sin trabajo a 115 empleados. A pesar de que no faltaba demanda, los suministradores no siguieron dándoles crédito.
El terreno de la Fábrica y el 'barrio de los chocolateros' es ocupado hoy por la urbanización Parque Real. Los obreros que tenían casa en el barrio fueron desalojados a cambio de un terreno anexo a dicho barrio. No se construyeron allí sus nuevas viviendas por razones peregrinas y acabaron formando la Cooperativa de Viviendas Virgen de la Herrería, situada al otro lado de la vía férrea.
Nada queda ya de aquella gran industria y los obreros nunca cobraron los últimos días trabajados.
La marca volvió al mercado en el año 2014.